# CPFL Renováveis
CPFL Renováveis é uma empresa brasileira de energia renovável pertencente a CPFL Energia, a companhia foi fundada em 2 de outubro de 2006 e atua em geração de energias a partir de fontes renováveis como por exemplo energias eólicas e solares.
A empresa conta com 94 ativos, que somam mais de 2,1 GW de capacidade instalada, distribuídos por 58 municípios em oito estados brasileiros. As operações da empresa estão concentradas em energia limpa a partir de fontes renováveisː eólica, PCH (pequenas centrais hidrelétricas), termelétricas movidas a cana-de-açúcar e solar. 
Em agosto de 2011 incorporou a empresa ERSA Energias Renováveis S.A e com isso a empresa teve sua razão social alterada passando de CPFL Renováveis para CPFL Energias Renováveis S.A.
Em fevereiro de 2014 comprou a empresa paranaense de energias renováveis Desa por 1,5 bilhão de reais, com a aquisição a CPFL Renováveis aumentou em 18,5% a sua capacidade de produção.

## Abertura de capital
Em julho de 2013 a empresa abriu seu capital na bolsa de valores de São Paulo e conseguiu movimentar 1,035 bilhões reais com a operação, o preço da ação no dia do IPO ficou 12,51 reais.